# Goderville
Ne doit pas être confondue avec la localité belge de Godarville.
Goderville est une commune française située dans le département de la Seine-Maritime en région Normandie.

## Géographie

### Localisation
La commune est située dans le pays de Caux.
|                      | Sausseuzemare-en-Caux | Bretteville-du-Grand-Caux |
| Écrainville          | Goderville            | Grainville-Ymauville      |
| Manneville-la-Goupil | Bornambusc            | Bréauté                   |

Située en Seine-Maritime entre Le Havre et Fécamp, son code postal est 76110.

### Hydrographie
La commune est située dans le bassin Seine-Normandie. Elle n'est drainée par aucun cours d'eau,. Néanmoins un plan d'eau est présent sur le territoire communal : la mare des Gernaux (0,16 ha),.

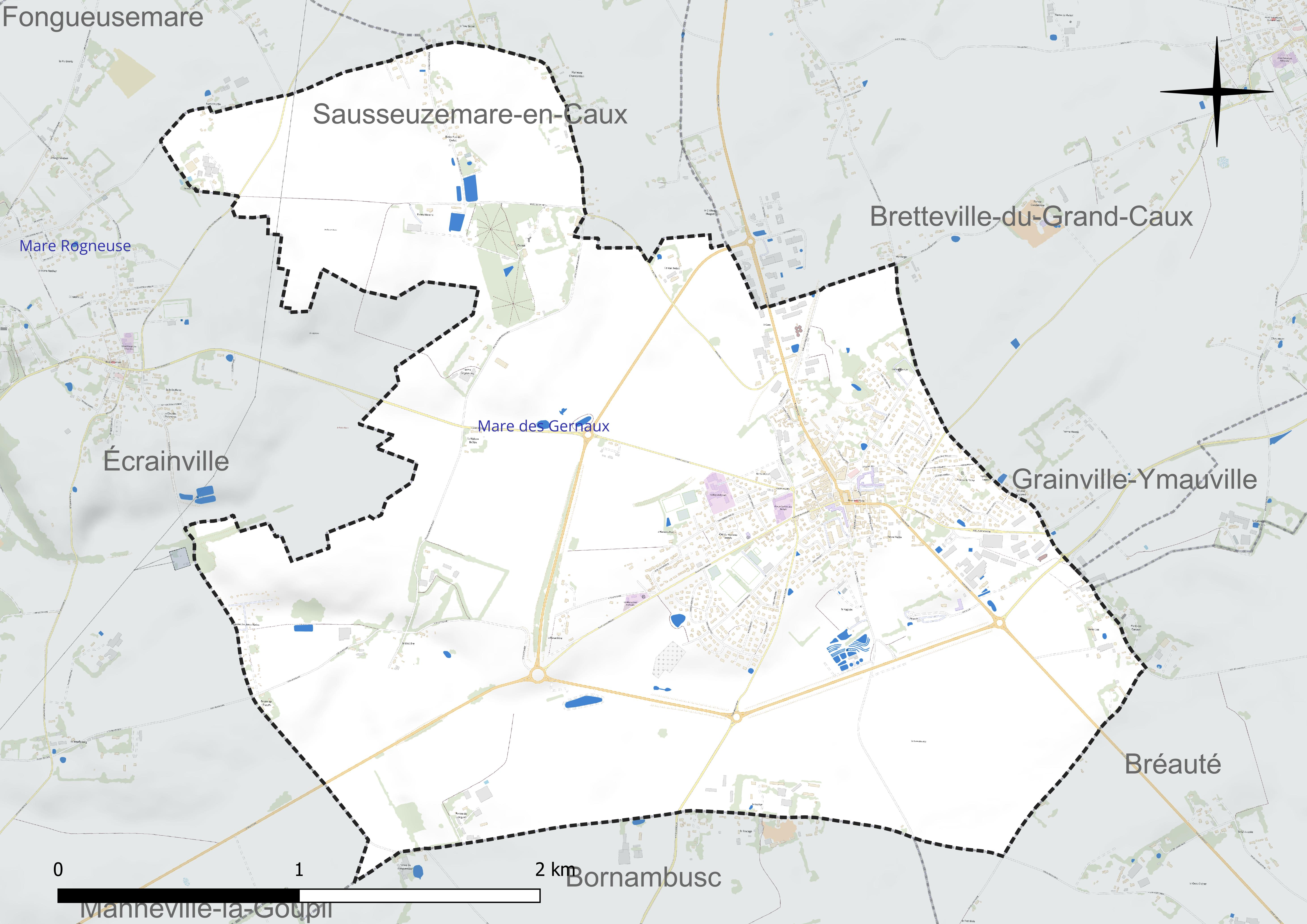
Réseau hydrographique de Goderville.

### Climat
Le climat qui caractérise la commune est qualifié, en 2010, de « climat océanique franc », selon la typologie des climats de la France qui compte alors huit grands types de climats en métropole. En 2020, la commune ressort du type « climat océanique » dans la classification établie par Météo-France, qui ne compte désormais, en première approche, que cinq grands types de climats en métropole. Ce type de climat se traduit par des températures douces et une pluviométrie relativement abondante (en liaison avec les perturbations venant de l'Atlantique), répartie tout au long de l'année avec un léger maximum d'octobre à février.
Les paramètres climatiques qui ont permis d’établir la typologie de 2010 comportent six variables pour les températures et huit pour les précipitations, dont les valeurs correspondent à la normale 1971-2000. Les sept principales variables caractérisant la commune sont présentées dans l'encadré ci-après.
| Paramètres climatiques communaux sur la période 1971-2000 - Moyenne annuelle de température : 10,2 °C - Nombre de jours avec une température inférieure à −5 °C : 2,5 j - Nombre de jours avec une température supérieure à 30 °C : 1,3 j - Amplitude thermique annuelle : 13,5 °C - Cumuls annuels de précipitation : 970 mm - Nombre de jours de précipitation en janvier : 13,6 j - Nombre de jours de précipitation en juillet : 8,8 j |

Avec le changement climatique, ces variables ont évolué. Une étude réalisée en 2014 par la Direction générale de l'Énergie et du Climat complétée par des études régionales prévoit en effet que la  température moyenne devrait croître et la pluviométrie moyenne baisser, avec toutefois de fortes variations régionales. La station météorologique de Météo-France installée sur la commune et mise en service en 1960 permet de connaître en continu l'évolution des indicateurs météorologiques. Le tableau détaillé pour la période 1981-2010 est présenté ci-après.
| Mois                                  | jan.           | fév.            | mars            | avril           | mai             | juin           | jui.           | août           | sep.            | oct.          | nov.          | déc.             | année     |
| ------------------------------------- | -------------- | --------------- | --------------- | --------------- | --------------- | -------------- | -------------- | -------------- | --------------- | ------------- | ------------- | ---------------- | --------- |
| Température minimale moyenne (°C)     | 1,8            | 1,5             | 3,4             | 4,7             | 8,1             | 10,8           | 12,7           | 12,8           | 10,4            | 8             | 4,7           | 2,3              | 6,8       |
| Température moyenne (°C)              | 4,4            | 4,7             | 7,2             | 9,1             | 12,7            | 15,4           | 17,6           | 17,6           | 14,9            | 11,7          | 7,7           | 4,9              | 10,7      |
| Température maximale moyenne (°C)     | 7,1            | 7,8             | 10,9            | 13,6            | 17,3            | 20,1           | 22,5           | 22,4           | 19,4            | 15,4          | 10,8          | 7,5              | 14,6      |
| Record de froid (°C) date du record   | −17 08.01.1985 | −15 12.02.12    | −8,8 03.03.1965 | −3,5 06.04.1986 | −1,6 03.05.1981 | 1,5 02.06.1962 | 2,5 05.07.1965 | 4,6 31.08.1978 | 2 30.09.18      | −3 28.10.03   | −6 14.11.1965 | −13,1 29.12.1962 | −17 1985  |
| Record de chaleur (°C) date du record | 16 01.01.22    | 22,6 28.02.1960 | 24,3 30.03.21   | 27 21.04.18     | 30,3 27.05.05   | 35 21.06.17    | 41,1 25.07.19  | 38 08.08.20    | 33,8 02.09.1961 | 26,2 01.10.11 | 19,5 01.11.15 | 18 05.12.1967    | 41,1 2019 |
| Précipitations (mm)                   | 107,9          | 79,1            | 81,8            | 69,2            | 73,9            | 74,4           | 66,1           | 77,4           | 92,6            | 130,1         | 127,3         | 129,9            | 1 109,7   |

## Urbanisme

### Typologie
Au 1er janvier 2024, Goderville est catégorisée bourg rural, selon la nouvelle grille communale de densité à sept niveaux définie par l'Insee en 2022.
Elle appartient à l'unité urbaine de Goderville, une unité urbaine monocommunale constituant une ville isolée,. Par ailleurs la commune fait partie de l'aire d'attraction du Havre, dont elle est une commune de la couronne,. Cette aire, qui regroupe 116 communes, est catégorisée dans les aires de 200 000 à moins de 700 000 habitants,.

### Occupation des sols
L'occupation des sols de la commune, telle qu'elle ressort de la base de données européenne d’occupation biophysique des sols Corine Land Cover (CLC), est marquée par l'importance des territoires agricoles (83 % en 2018), en diminution par rapport à 1990 (87,1 %). La répartition détaillée en 2018 est la suivante : 
terres arables (66,9 %), zones urbanisées (17 %), prairies (12,7 %), zones agricoles hétérogènes (3,3 %). L'évolution de l’occupation des sols de la commune et de ses infrastructures peut être observée sur les différentes représentations cartographiques du territoire : la carte de Cassini (XVIIIe siècle), la carte d'état-major (1820-1866) et les cartes ou photos aériennes de l'IGN pour la période actuelle (1950 à aujourd'hui).

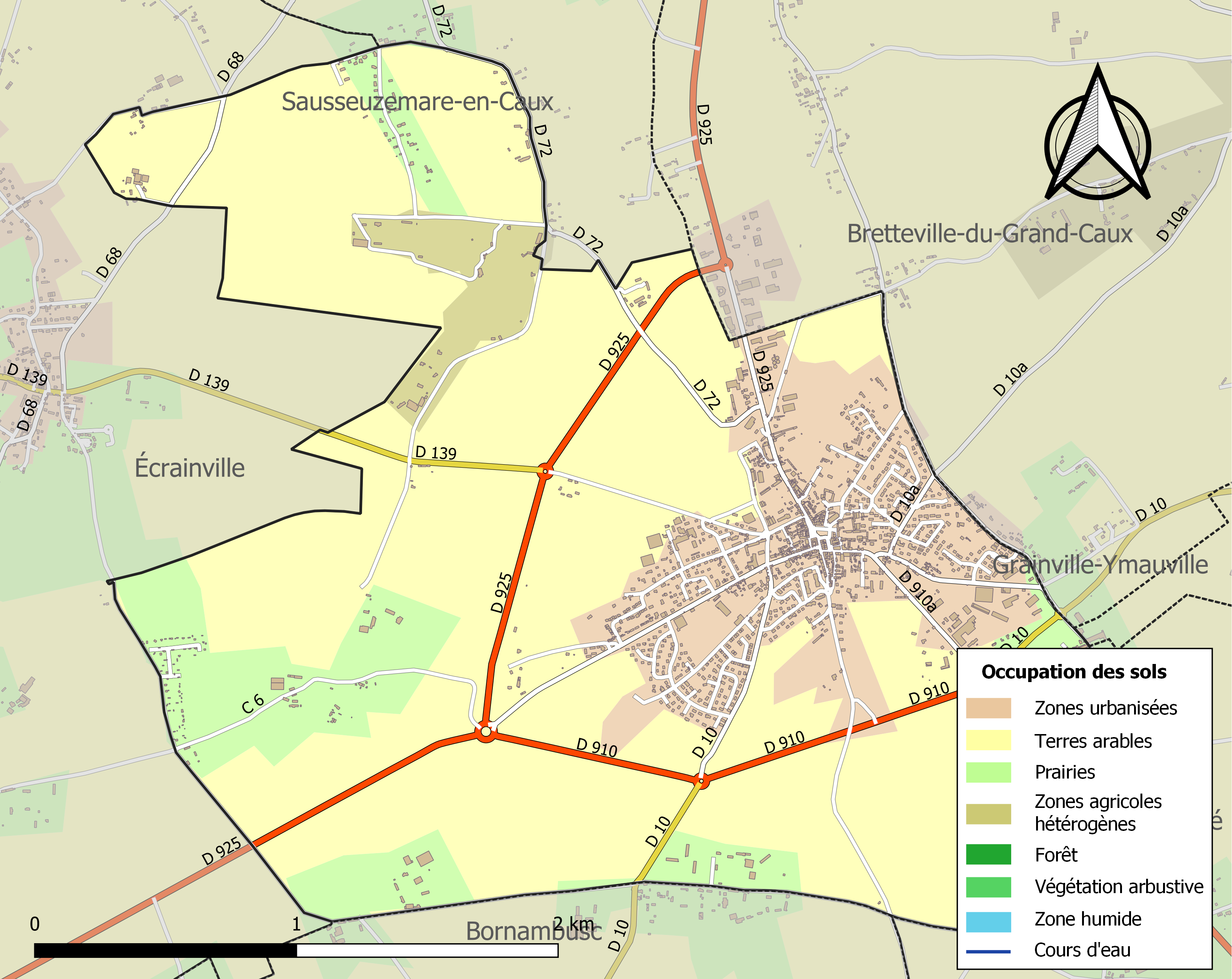
Carte des infrastructures et de l'occupation des sols de la commune en 2018 (CLC).

## Toponymie
Le nom de Goderville apparaît en 875 sous la forme Godardi villa, sur une charte du roi Charles le Chauve, concernant le dénombrement des biens appartenant au chapitre de Rouen.
Il s'agit d'une formation toponymique médiévale en -ville au sens ancien de « domaine rural » ou plutôt, dans ce cas, de « village », dont le premier élément Goder- représente le nom de personne Godard, anthroponyme d'origine germanique occidentale Godhard (vieux haut allemand Godahard). Il se perpétue dans les noms de famille Godard et Godart.
L'identification à la mention précoce de 875 est contestée par François de Beaurepaire qui ne se fie qu'aux attestations du XIIe siècle du type Godarvilla et parle au contraire d'une formation toponymique en -ville « particulièrement tardive ». En effet, selon lui, le bourg doit son nom à un certain Godard de Vaus, mais il ajoute toutefois que d'autres Godard ont pu précéder ce dernier, à savoir ses ancêtres, puisqu'il était d’usage de donner le même nom que celui du père à un fils ou, du moins, à un descendant direct.
La paroisse de Crétot (Cresetot 1180) a été rattachée à Goderville en 1825. Il s'agit d'une formation toponymique norroise en -tot, du vieux norrois topt, toft ayant le sens de « site d'une ferme, emplacement, ancien établissement rural », dont le premier élément Crese-, sans doute *kres(a)- / *kris(a)- à l'origine est inexpliqué, bien qu'il semble se retrouver dans Critot (Crescetot 1074, Cristot XIe siècle), Cristot (Calvados, Cressetot 1082) et Christo (Manche, également Christot, Cristot).

## Histoire

### Antiquité
Une voie romaine reliait Lillebonne (Juliobona) et Étretat et passait par Goderville. Le trajet suivait Bréauté, Versailles, Goderville (La Fosse aux Precheux), Bretteville (La Chaussée), Gerville et Maniquerville (le marché aux raies, au croisement avec la voie romaine de Harfleur à Fécamp), Les Loges (La Grande Rue), Bordeaux, Saint-Clair et Etretat.

### Moyen Âge
Goderville semble devoir son origine aux défrichements pratiqués aux XIe et XIIe siècles dans la forêt de Fécamp qui s'étendait jusque-là. Au XIIe siècle, l'archevêque de Rouen, Hugues III d'Amiens, concède aux moines de Fécamp le droit de tenir canoniquement les églises qui seraient élevées dans cette forêt, ainsi que celles de Goderville et de Villainville déjà édifiées. La paroisse est créée dans un essart en 1155 et sa fondation est attribuée à Godard des Vaux, justicier du Roi entre 1154 et 1158. L'un des premiers habitants de Goderville qui nous soit connu est Gautier le Forestier de Goderville, cité comme témoin en l'an 1210 dans une charte de vente du tènement (terre tenue d'un seigneur) par Guillaume Martel aux religieux du Valasse.
En 1204, le roi de France Philippe Auguste confisque la Normandie et la rattache au domaine royal. Goderville est un plein fief de haubert tenu du duc de Normandie, dont l'une des principales résidences est située à Fécamp (l'ancien palais des ducs de Normandie).
Les Godard de(s) Vaulx (ou Vaus) sont seigneurs du fief jusqu'en 1482, date à laquelle ils s'allient par mariage aux Roussel. La famille Godard des Vaux parait avoir été très nombreuse au  XIIe et XIIIe siècles . Godard et Richard des Vallées (de Vallibus) assistent comme témoins en 1157 aux assises tenues à Bayeux par Rotrou, évêque d'Évreux et Richard de Saint-Valery. Godard de Valz figure également à l'échiquier de Caen, tenu la même année. Dans une charte délivrée en 1170 par Henri II, roi d'Angleterre et duc de Normandie, on trouve un Godard de Vaux, qui intervient en faveur des religieux de Saint-Evroult. Ayant accordé aux moines du Valasse la franchise de son marché de Goderville, le duc Richard, roi d'Angleterre, confirme l'abbaye du Valasse dans sa possession de ce droit par une charte en 1190.
Raoul et Robert des Vaux (de vallibus) sont portés sur les rôles de l'Échiquier en 1190. En 1200, Robertus de Godarvilla est témoin dans une charte de l'abbaye de Fécamp. Vers cette même année, Godard des Vaux et son fils Guillaume, clerc, auraient été les héros d'un miracle survenu par la vertu du précieux sang de Fécamp, dont une parcelle avait été dérobée par le moine apostolat Vautier.
La guerre de Cent Ans oppose de 1337 à 1453, la dynastie des Plantagenêt à celle des Capétiens. Celle-ci est entrecoupée de trêves plus ou moins longues. Un journalier de Goderville, Robin Desloges, cité dans un acte de rémission en 1425, déclare qu'il y a alors dans cette paroisse "XII mesnages ou environ". Les Anglais mènent de nombreux raids sur la France que l'on nomme chevauchées, le roi d'Angleterre débarque dans la région en 1415 et a pour but de s'emparer de la région, mais le siège d'Harfleur lui a couté trop d'hommes, il s'en va pour Calais et lors de sa traversée il bat l'ost royale à la bataille d'Azincourt. Les Anglais reviennent en 1417 soit 2 ans plus tard. Leur objectif : s'emparer de la Normandie. Ils attaquent Caen puis se tournent vers la Seine Maritime et mettent le siège devant Rouen qui tombe après cinq mois de siège. Ils pacifient la région et par acte du 5 mai 1420, Henri V confisque la seigneurie de Goderville au profit d'un de ses fidèles, Henri John. Peu de temps, un autre Anglais, Jean Zieberth, est seigneur de Goderville. En 1424 les Français aidés par les Écossais tentent de reprendre la Normandie mais sont défaits à la bataille de Verneuil. Les Français résistent encore au mont Saint-Michel. Leur retour dans la région intervient après l'exploit de la pucelle Jeanne d'Arc. Après son arrestation et son exécution en 1431, des troupes françaises stationnent dans la région. Le duc Jean II d'Alençon opère dans le sud des attaques sur les Anglais, mais il faut attendre la campagne de Normandie, pour que la région passe définitivement côté français.

### Époque moderne
En 1449, l'armée de Charles VII reprend la Normandie. En 1482, Nicolas Roussel devient seigneur de Goderville, par son mariage avec Guillemette le Macheerier, fille d'écuyer. La famille Roussel conserve le fief de Goderville jusqu'à la fin de l'Ancien Régime. Nicolas Roussel, puis "de Roussel", écuyer puis chevalier, Seigneur de Godarville, sert de bonne heure dans la gendarmerie. Dès son plus jeune âge, il y est archer. Adulte, il est considéré comme "bon gendarme" et il y est très estimé. Plus âgé, il se retire dans sa maison et seigneurerie de Godarville où il vit noblement, "suivant le Ban du Roi ainsi que les Nobles du Pays". Nicolas de Roussel est fait chevalier par François Ier le 14 mars 1515 à Paris.

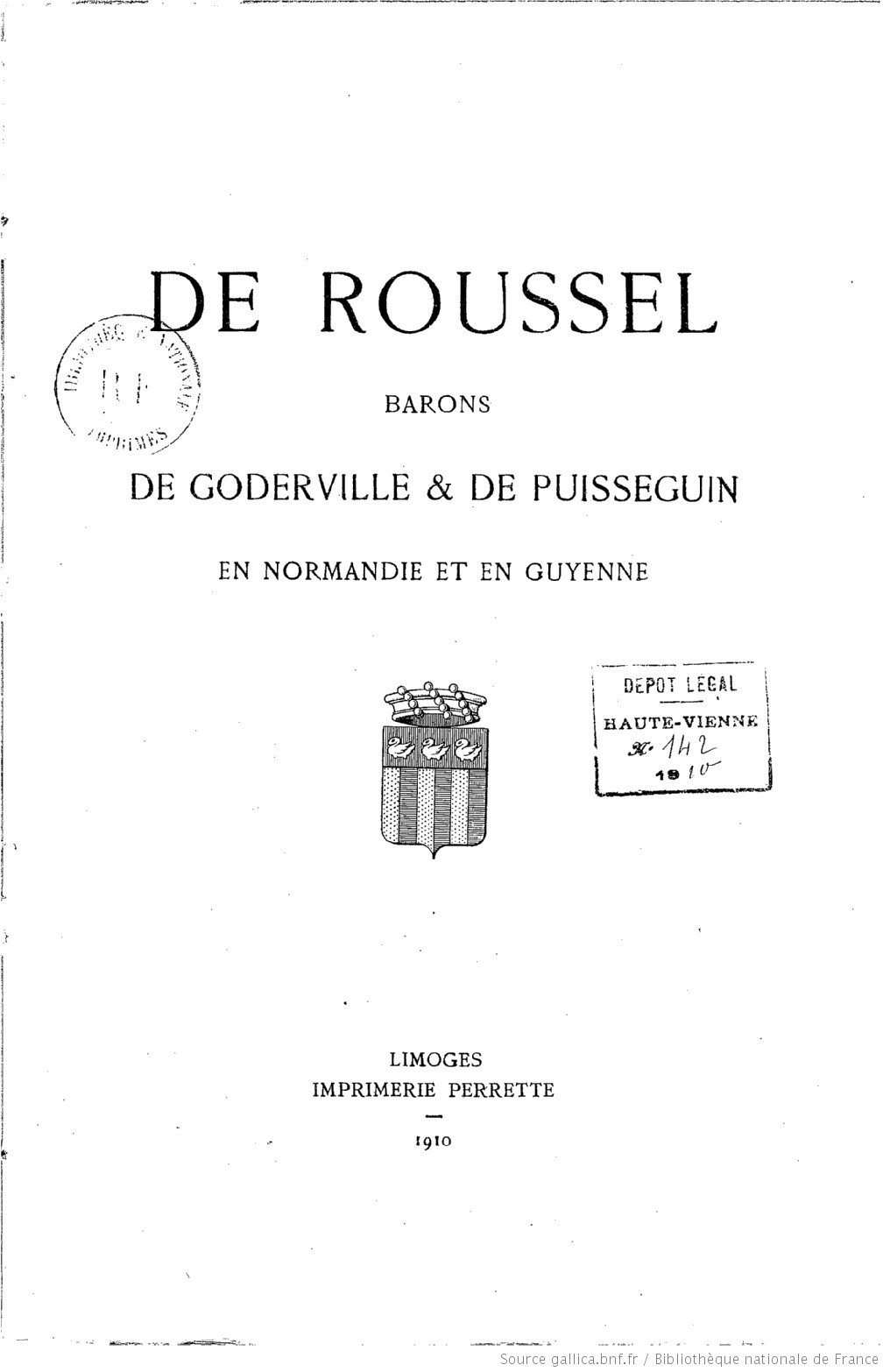
Histoire des seigneurs Roussel de Goderville et de Puisseguin.

Au nord de l'église se trouve le château, édifice en briques, pierres et silex, construit par Nicolas de Roussel entre la fin du XVe siècle et le début du XVIe. Il était autrefois entouré d'eau et muni d'un pont-levis. Une ancienne partie de ce fossé est appelée « la mare au vivier ».
Malgré les guerres extérieures, la première moitié du XVIe siècle est une période relativement heureuse mais à peine le bourg de Goderville s'est-il relevé de ses ruines, qu'un autre fléau jette la consternation parmi ses habitants. Le 7 mars 1582, un incendie se produit, détruisant les maisons baties en bois et couvertes en chaume, à l'exception de l'église, du manoir seigneurial et du manoir de Réville, couverts en tuile plate. Les Gordervillais assistent impuissants à la destruction de leurs biens. Ils adressent alors une requête aux États de Normandie le 26 novembre : le feu, disent-ils, a détruit « leurs maisons, écritures, biens, grains, bestiaux et marchandises ». Le mal causé est promptement réparé. Non seulement la population atteint les 96 feux qu'elle comptait au XIVe siècle mais elle sera de 122 feux vers 1774, soit environ 610 habitants.
Le 13 juillet 1597, le bourg de Goderville est désigné pour rassembler les soldats du régiment du sieur Boniface, suivant le commandement du roi. C'est sans doute à cette occasion que Jean de Roussel arme les hommes de la vicomté.
Entre 1571 et 1789, la vicomté de Montivilliers regroupe deux branches : la sergenterie de Harfleur-St Romain et la sergenterie de Montivillers et Goderville, dite « sergenterie du Plaid de l'Epée ». Un commis assermenté est chargé de récolter tous les dus au roi, sous l'autorité du possesseur de la sergenterie (métier semblable à celui des huissiers aujourd'hui). Une lettre patente de mars 1651 érige Goderville en baronnie.
Pendant la guerre de sept ans, Goderville aurait été le centre de ralliement des troupes de la Haute-Normandie, au cas où les anglais, dans une tentative pour prendre Le Havre à revers, débarqueraient à Étretat. Des bataillons réguliers y cantonnent à différentes reprises. Les habitants de Goderville et des alentours peuvent également être appelés à repousser toute tentative de débarquement. À cet effet, ils sont armés et équipés pour surveiller les côtes de jour comme de nuit. Goderville fait partie de la capitainerie de Fécamp dont Epreville est le lieu de rassemblement. Une compagnie de fusiliers doit pouvoir être fournie par les paroisses de Goderville, Annouville, Bénouville, Bretteville, Auberville, Cretot, Imauville, Écrainville et Sausseuzemare.
Agriculture et commerce. Goderville, a toujours été un centre agricole important. Les cultures étaient réalisées selon un assolement triennal : le premier compost est chargé de froment, de méteil (mélange de froment et de seigle) et de seigle destiné à faire des liens pour la moisson. Le second reçoit de l'orge et de l'avoine, dont une partie est ensemencée avec du trèfle. Le troisième est consacré à la culture des pois, de la vesce, du lin et des pâturages. Le lin était, et reste, une culture intensive sur les terres du canton de Goderville. La Normandie est aujourd'hui le premier producteur de lin au monde, en particulier sur les terres du Pays de Caux. Il y est cultivé par rotation tous les sept ans avec d’autres cultures.
Les origines du marché de Goderville remontent au XIIe siècle. Au XVIIIe siècle, le commerce du marché de Goderville est considérable, par la quantité de grains, de lin, de fil de lin qu'y s'y vend et par le nombre des merciers, drapiers, quincailliers, marchants de toiles et débitants qui viennent y étaler. Une halle est spécialement affectée à la vente des toiles de lin que l'on file aux environs. Le puits seigneurial se trouve au milieu de la place du marché.
Les foires : une foire renommée se tenait tous les ans le jour de la Sainte Madeleine, patronne de la paroisse. Nicolas de Roussel, pour procurer de plus grands avantages à ses vassaux et à leurs voisins, en demande trois autres au Roi, à qui il argumente que "sa terre de Goderville, qui était une belle seigneurerie et d'un grande étendue, l'une des plus belles du Pays de Caux, était venue en grande ruine et désolation à l'occasion des geurres et divisions". Il les obtient en février 1483, en retour des services qu'il a rendus au Roi : le jour de la Saint Jacques et Saint Christophe, de Saint Maur et de mi-carême. Ces 4 foires ont fait jadis la richesse de Goderville  Des lettres patentes de Henri IV, données à Paris en juillet 1604, prolongent pendant 3 jours la durée de la Madeleine, où se fait un commerce considérable de chevaux, de vaches, de porcs et de moutons. Selon un proverbe, les Cauchois viennent à Goderville chercher la méridienne à la Saint Jacques (1er mai) et l'y reportent à la Madeleine (22 juillet), voulant dire par là que la sieste n'était permise qu'entre ces deux dates. En 1734, on estime le nombre de chevaux vendus à 900. Ce chiffre en fait la première foire de l'élection de Montivilliers et la seconde de la généralité de Rouen. Aux trois autres foires, se vendent 400 chevaux le 1er mai, 350 le 15 janvier et 600 à la mi-carême, soit un transit annuel de 2 250 chevaux.

### Révolution française
La commune de Goderville est créée en 1793 dans le département de la Seine-Inférieure.

### LeXIXesiècle

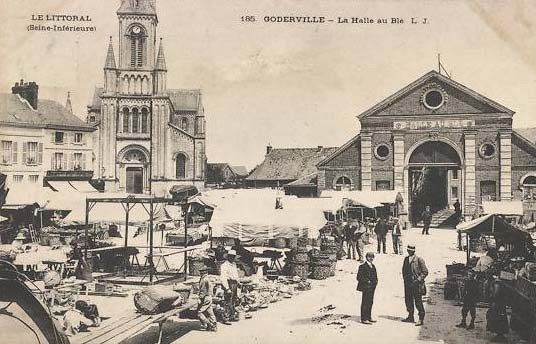
Halle au blé : vers 10 heures, la cloche de la halle sonne et annonce aux meuniers et aux grainetiers qu'ils peuvent entrer.

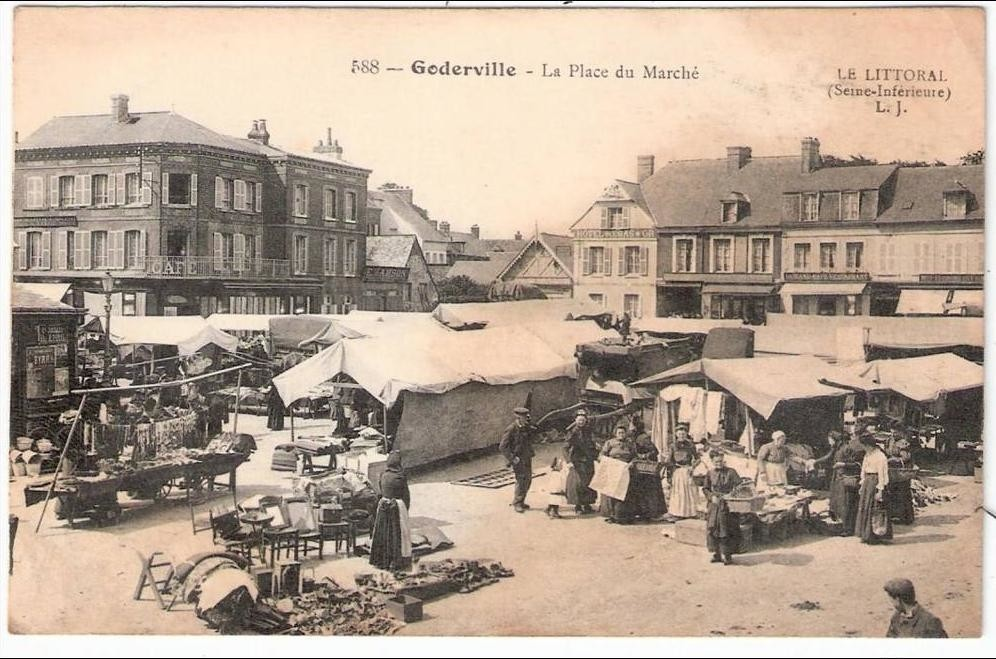
La place du marché au XIXe siècle.

La population de Goderville double au début du XIXe siècle car Crétot est relié à Goderville par ordonnance royale le 22 juin 1825. On y compte 610 habitants en 1793, 1305 en 1841, 1486 en 1911. Goderville, jusqu'alors un village, devient un bourg important.
Maupassant a rendu célèbre le marché de Goderville par sa nouvelle La Ficelle. Au XIXe siècle, les habitants du canton se rendent dans ce gros bourg cauchois pour y vendre beurre, œufs, volailles, blé ou laine. Vers 1830, marché et foire se tiennent près de l'ancienne église. Lors du Second Empire, la construction de l'église actuelle, des grandes halles et de la halle à l'avoine témoignent de l'essor du bourg et son rôle cantonal. Les foires aux chevaux de la mi-carême attirrent des marchands boulonnais, alsaciens ou bourguignons et tous les cultivateurs des environs, qui affluent vers le marché, venant d'Écrainville, Sausseuzemare, Bretteville, Grainville, Bréauté, Bornambusc ou Manneville. On marchande sur place mais on règle ensuite l'affaire à l'hôtel du Bras d'or ou à l'hôtel de Rouen, dont les cours sont transformées en parcs de stationnement pour voitures à cheval. Alors, l'acheteur sort son énorme portefeuille car on paie comptant en espèces, puis l'on joue la traditionnelle partie de dominos puis on déjeune. Les femmes arrivent au marché avec leurs paniers et il s'agit de vendre au meilleur prix œufs, beurre, poulets et autres produits comestibles aux acheteurs, grossistes, crémiers ou épiciers, du Havre, Fécamp ou des environs. Et puis, l'argent obtenu, on fait son marché et on achète, en marchandant, les fruits, le poisson, la viande ou quelques vêtements nécessaires à la famille. C'est dans ce cadre et cette ambiance que parait la nouvelle de La Ficelle le 25 novembre 1883 dans Le Gaulois. Les personnages campés par Maupassant sont Maïtre Hauchecorne de Bréauté, Fortuné Houlbréque, riche laboureur de Manneville, Malandain le bourrelier et Jourdain l'aubergiste, tous deux de Goderville. On voit aussi Maïtre Breton cultivateur et son valet de ferme Marius Paumelle, qui demeurent à Ymauville.

### LeXXesiècle

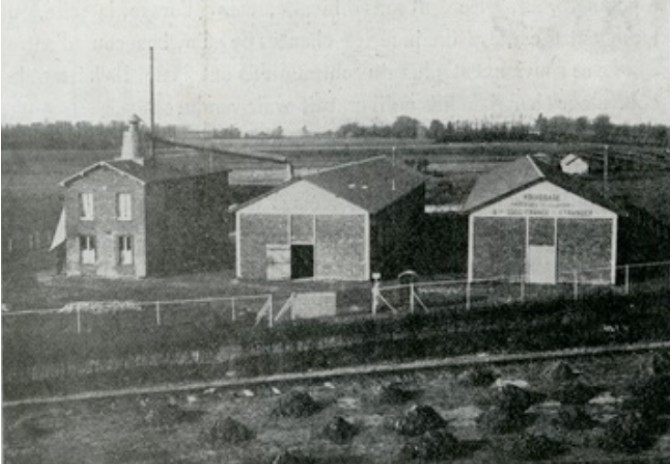
Usine de teillage et rouissage de l'ingénieur Feuillette.

Goderville, terre de lin et d’expérimentations. On cultive largement le lin à Goderville depuis des siècles. Au XIXe siècle-début XXe siècle, des courtiers belges et des marchands de lin visitent la région chaque année en juin. Ils achètent sur pied les plus beaux champs qu’ils rencontrent. Au moment de la récolte, si l’arrachage répond à leurs espérances, ils s’exécutent sans difficulté. Si par contre, l’orage ou la grêle ont abîmé la récolte, les acheteurs annulent leur commande.
À la suite de la Première Guerre mondiale, la production du lin en Normandie décline, passant de 3 601 hectares en 1902 à 1 165 hectares en 1919. La Russie, grand fournisseur de l’industrie linière en Normandie avant la guerre, ne peut plus fournir car les ports de la mer Baltique ont souffert de la guerre.

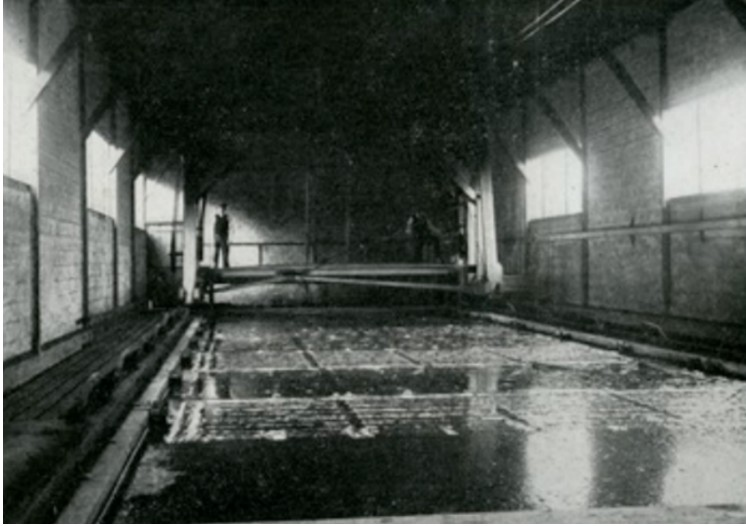
Le routoir, bassin de rouissage du lin.

Pourtant, les besoins sont immenses, car tous les stocks de fils et de tissus ont été épuisés au cours de ces cinquante-deux mois, où toute fabrication a été interrompue. On cherche donc à augmenter les surfaces et à travailler la matière première, par de nouvelles méthodes de rouissage et de teillage pour un obtenir un meilleur rendement, en créant sur les lieux de production, des lineries agricoles ou industrielles.
C’est ainsi qu’à la veille de la guerre, en Normandie, un ingénieur, M. Feuillette, installe une première linerie, en 1913 à Goderville, pour pratiquer le travail du lin d'après ses procédés scientifiques présentés en juin 1911 auprès du Comité linier de France et du Comité de filature et tissage de la Société. Il achète le terrain situé sur la route de Sausseuzemare à Madame Blot, propriétaire de la ferme de Réville.

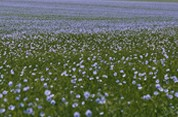
Le lin en fleurs.

L’usine comprend trois hangars : le plus grand abrite le battage du lin, les machines nécessaires à la mise en bonjeaux, la cuve de rouissage, l’essoreuse. Le second bâtiment contient le séchoir, la teilleuse. Le troisième comprend la machinerie, le bureau du directeur et le logement du gardien.
Une fois installé, M. Feuillette démontre la réelle valeur, pratique et économique, du procédé naturel de rouissage bactériologique, d'une extrême simplicité, ne demandant que six jours environ et très peu de main-d’œuvre, avantage considérable au moment de cette période de conflit.

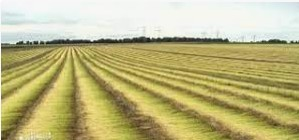
Lin arraché, en cours de rouissage en plein air.

Le rouissage est une fermentation bactérienne, décomposant l’enveloppe des fibres de cellulose du lin. Ces opérations naturelles sont toutes effectuées dans l'usine, sans dépendre des conditions météorologiques. L’usine commence à fonctionner en avril 1914 et toute la filasse fabriquée à Goderville à titre démonstratif, est achetée par la « York Street Flax Spinning Cy », de Belfast, la plus ancienne et l'une des plus importantes filatures au monde. La démonstration que le lin peut être  traité à n'importe quelle époque de l'année, quel que soit le temps pour le transformer en filasse de toute première qualité en une dizaine de jours et sans aucun transport a été faite dans cette linerie de Goderville. Le lin est traité sans frais de transport ou d’intermédiaire.
Le procédé Feuillette conduira au développement des lineries agricoles et industrielles en France. La linerie sera rachetée par les frères Chédru (Jean, Gustave, Roger et Robert), qui posséderont également une deuxième linerie au Bec-de-Mortagne et développeront un commerce avec les liniers des Flandres.

## Politique et administration
| Période                                  | Période                    | Identité              | Étiquette   | Qualité                                                                                  |
| ---------------------------------------- | -------------------------- | --------------------- | ----------- | ---------------------------------------------------------------------------------------- |
| Les données manquantes sont à compléter. |                            |                       |             |                                                                                          |
| 1834                                     |                            | Manoury               |             |                                                                                          |
| 1855                                     |                            | Lesueur               |             |                                                                                          |
| 1868                                     |                            | Clacquesin            |             |                                                                                          |
| 1888                                     | 7 décembre 1917            | Célestin Bellet       | Républicain | Négociant Conseiller général de Goderville (1895 → 1901)                                 |
|                                          |                            | Étienne-Edmond Dallet |             |                                                                                          |
| 1930                                     | 1938                       | Bernard Lefebvre      |             | Conseiller général                                                                       |
| Les données manquantes sont à compléter. |                            |                       |             |                                                                                          |
| mai 1977                                 | 1996                       | Philippe Laurant      |             | Vétérinaire Décédé en fonction                                                           |
| 1996                                     | 2014                       | Jacques Bunel         | PS          | Retraité                                                                                 |
| 2014                                     | mai 2020                   | Guy Fontanié          | Centriste   | Ingénieur en maintenance retraité Vice-président de la CC Campagne de Caux (2014 → 2020) |
| mai 2020                                 | En cours (au 10 août 2020) | Frédéric Carlière     | Horizons    | Vice-président de la CC Campagne de Caux (2020 → )                                       |

## Équipements et services publics

### Espaces publics
Salle culturelle La Ficelle

### Enseignement
- école maternelle
- école élémentaire Jean-Savigny
- collège André-Gide.

## Population et société

### Démographie
L'évolution du nombre d'habitants est connue à travers les recensements de la population effectués dans la commune depuis 1793. Pour les communes de moins de 10 000 habitants, une enquête de recensement portant sur toute la population est réalisée tous les cinq ans, les populations de référence des années intermédiaires étant quant à elles estimées par interpolation ou extrapolation. Pour la commune, le premier recensement exhaustif entrant dans le cadre du nouveau dispositif a été réalisé en 2008.

En 2022, la commune comptait 2 829 habitants, en évolution de −0,39 % par rapport à 2016 (Seine-Maritime : +0,35 %, France hors Mayotte : +2,11 %).
| 1793 | 1800 | 1806 | 1821 | 1831  | 1836  | 1841  | 1846  | 1851  |
| ---- | ---- | ---- | ---- | ----- | ----- | ----- | ----- | ----- |
| 610  | 703  | 775  | 756  | 1 138 | 1 167 | 1 305 | 1 302 | 1 305 |

| 1856  | 1861  | 1866  | 1872  | 1876  | 1881  | 1886  | 1891  | 1896  |
| ----- | ----- | ----- | ----- | ----- | ----- | ----- | ----- | ----- |
| 1 307 | 1 320 | 1 316 | 1 318 | 1 361 | 1 312 | 1 344 | 1 304 | 1 420 |

| 1901  | 1906  | 1911  | 1921  | 1926  | 1931  | 1936  | 1946  | 1954  |
| ----- | ----- | ----- | ----- | ----- | ----- | ----- | ----- | ----- |
| 1 404 | 1 489 | 1 486 | 1 254 | 1 340 | 1 327 | 1 340 | 1 659 | 1 626 |

| 1962  | 1968  | 1975  | 1982  | 1990  | 1999  | 2006  | 2008  | 2013  |
| ----- | ----- | ----- | ----- | ----- | ----- | ----- | ----- | ----- |
| 1 395 | 1 499 | 1 632 | 1 885 | 2 044 | 2 281 | 2 747 | 2 881 | 2 788 |

| 2018  | 2022  | - | - | - | - | - | - | - |
| ----- | ----- | - | - | - | - | - | - | - |
| 2 863 | 2 829 | - | - | - | - | - | - | - |

### Sports et loisirs
Piscine communautaire Plein Ciel

## Culture locale et patrimoine

### Lieux et monuments
- L'église Sainte-Madeleine (Jacques-Eugène Barthélémy architecte)
- La mairie
- La commune compte deux monuments historiques :
  - le Vieux château, construit à la fin du XIVe ou au début du XVe siècle puis modifié au XVIe siècle. Il a été inscrit par arrêté du 25 janvier 1996[45].
  - une maison du XIXe siècle, située 29 rue Émile-Bénard, inscrite par arrêté du 18 juin 1986[46]
- Le manoir de Réville, édifice du XVIe siècle et son cellier pressoir du XVIIe siècle.

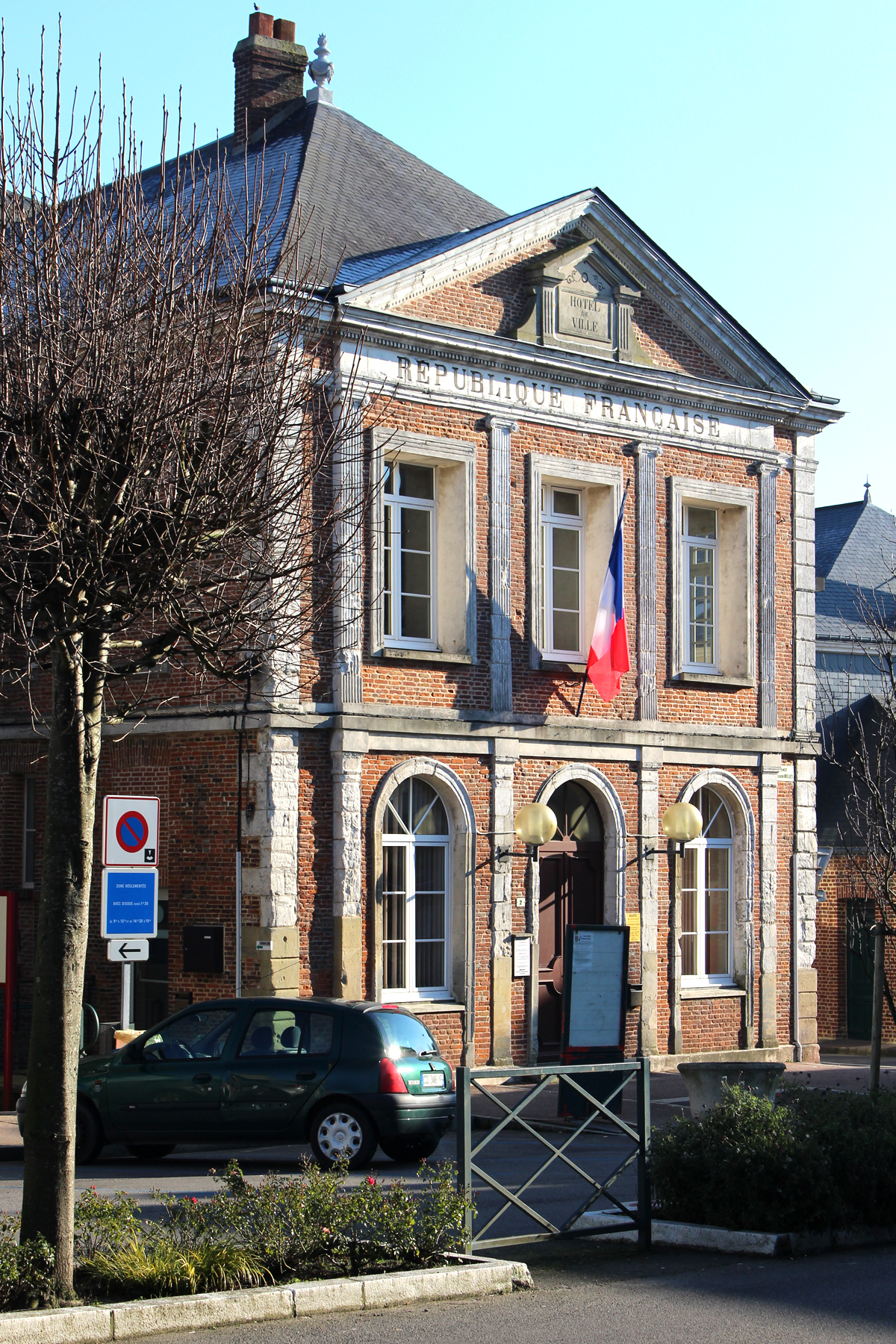
Mairie de Goderville.
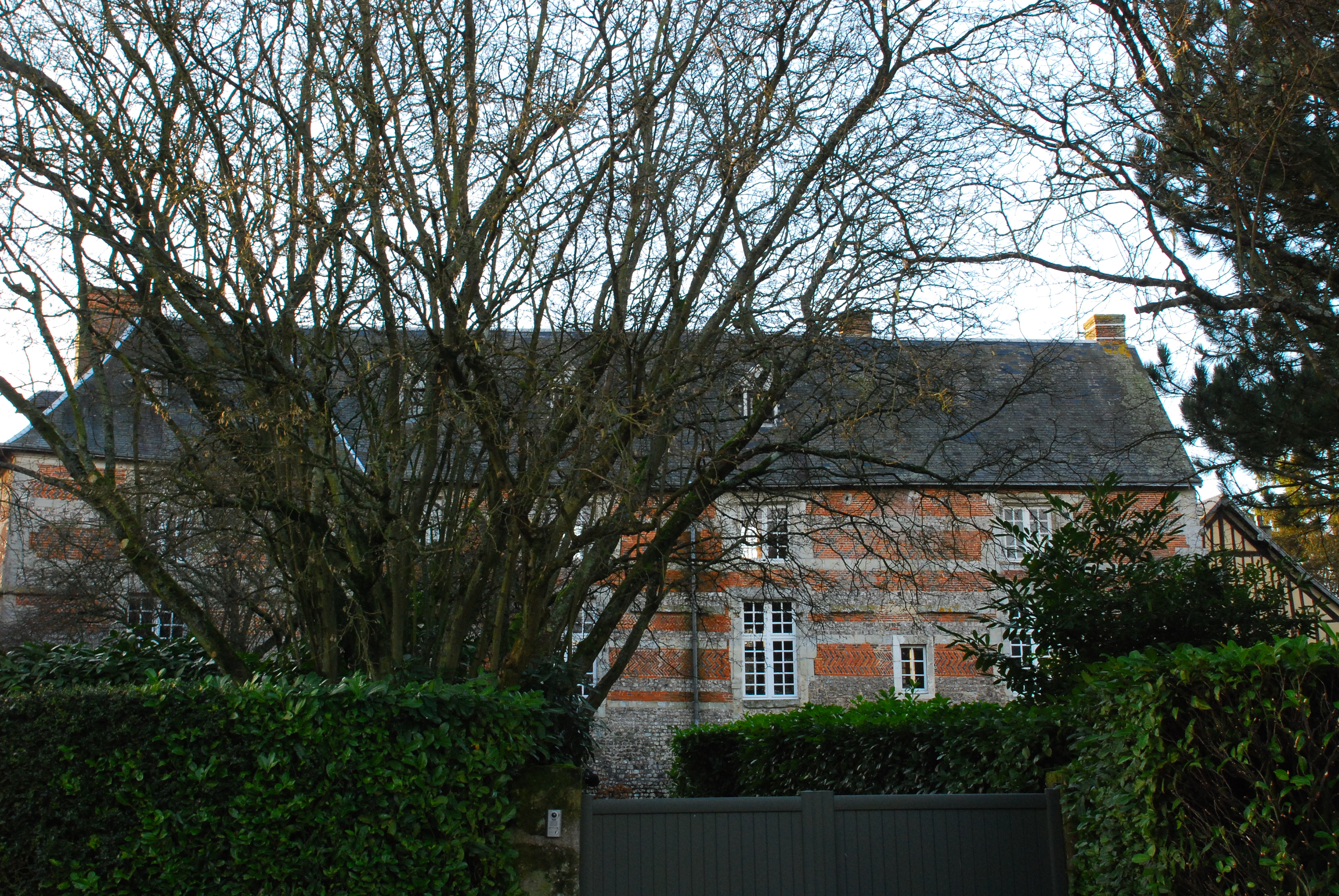
Le Vieux château.
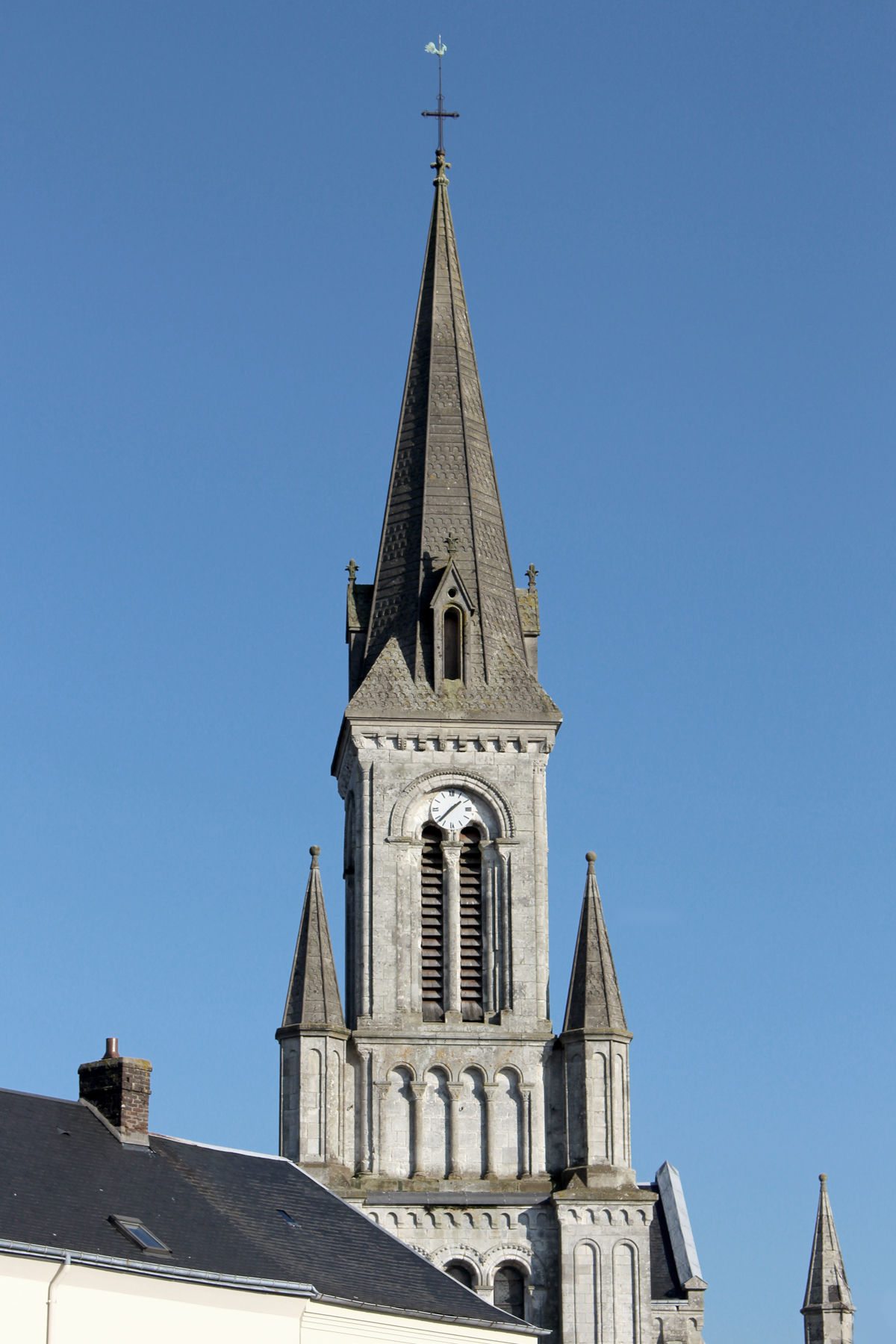
Clocher de l'église vu de la place de Goderville
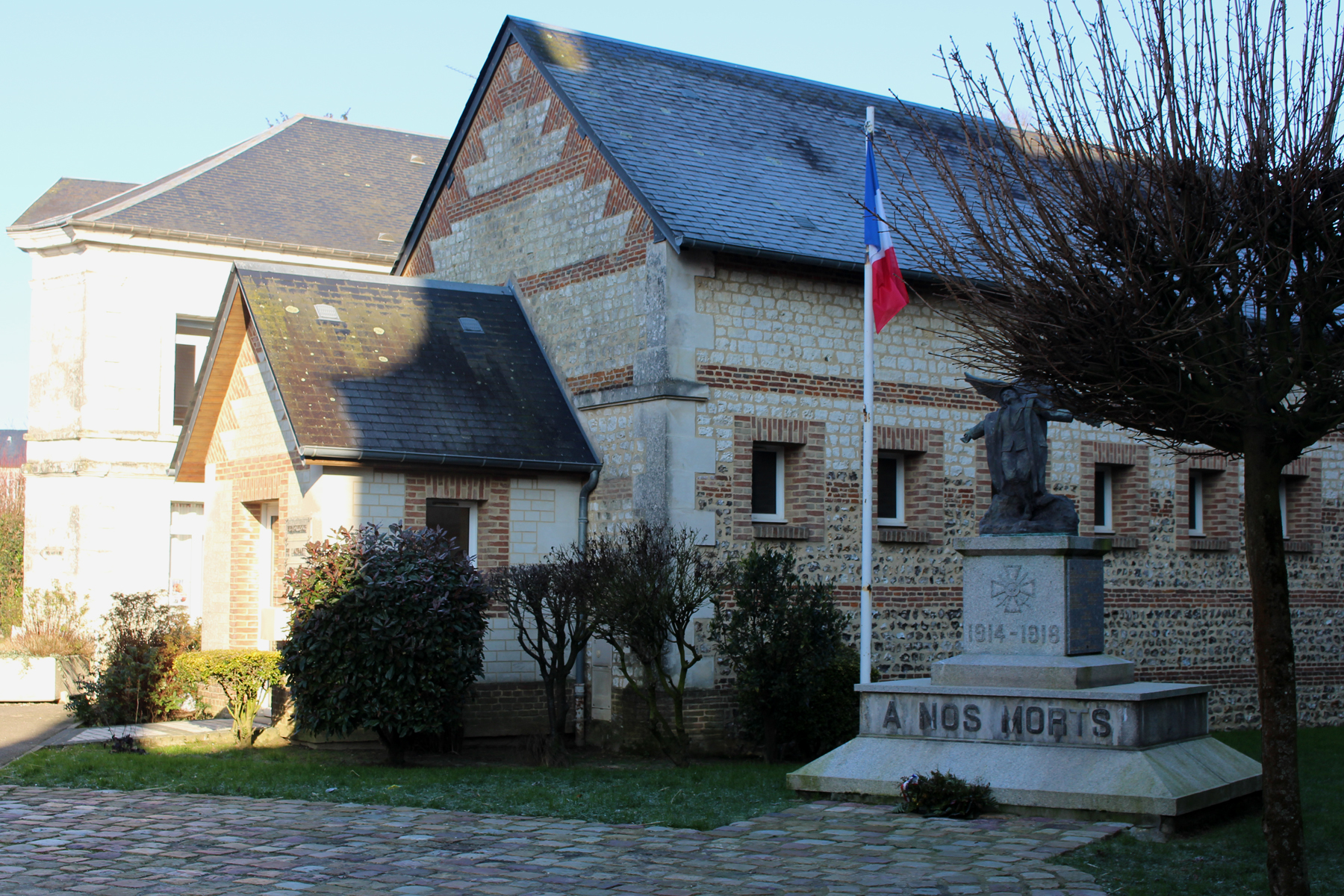
Bibliothèque de Goderville et monument aux morts.
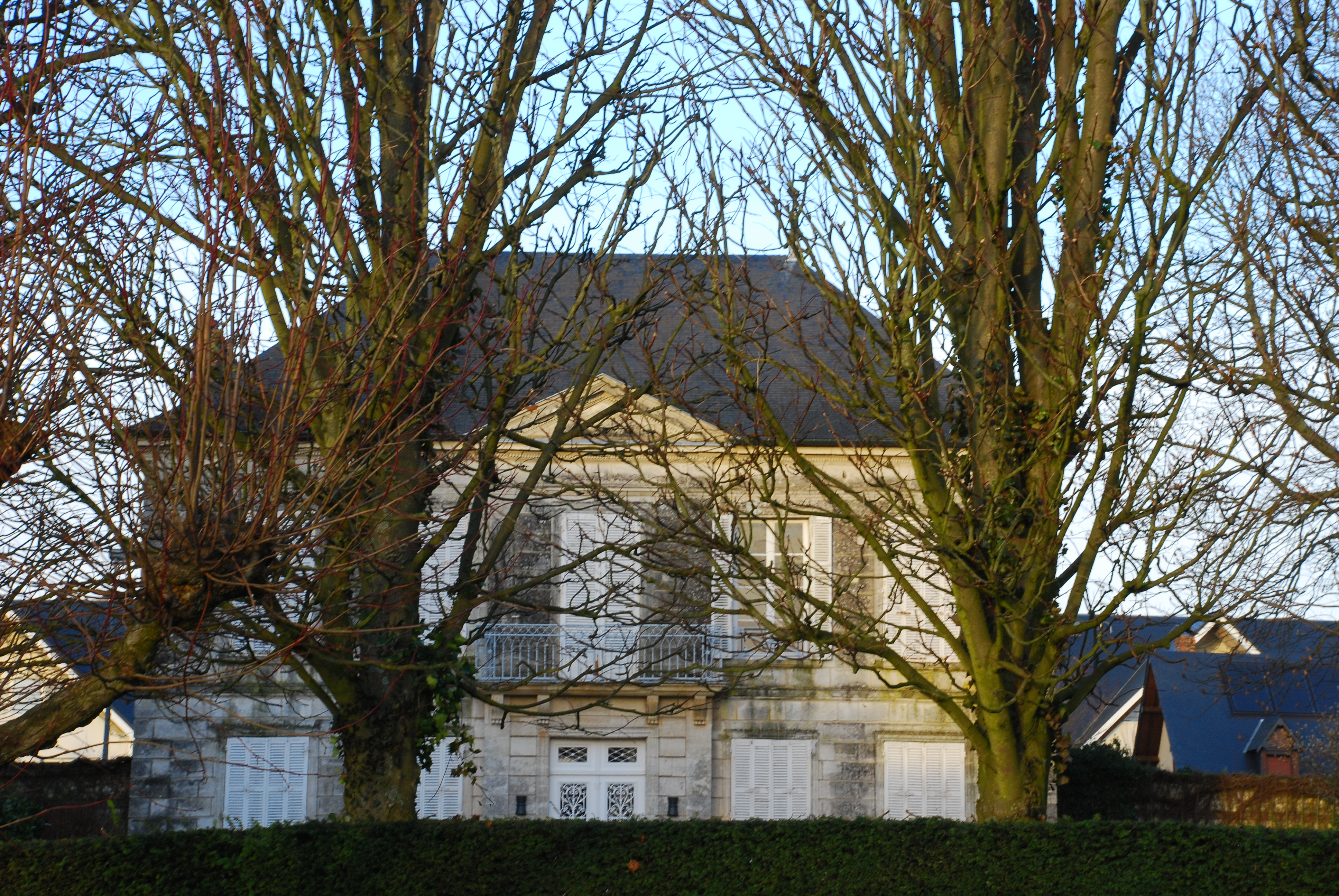
La maison du 29 rue Émile-Bénard.
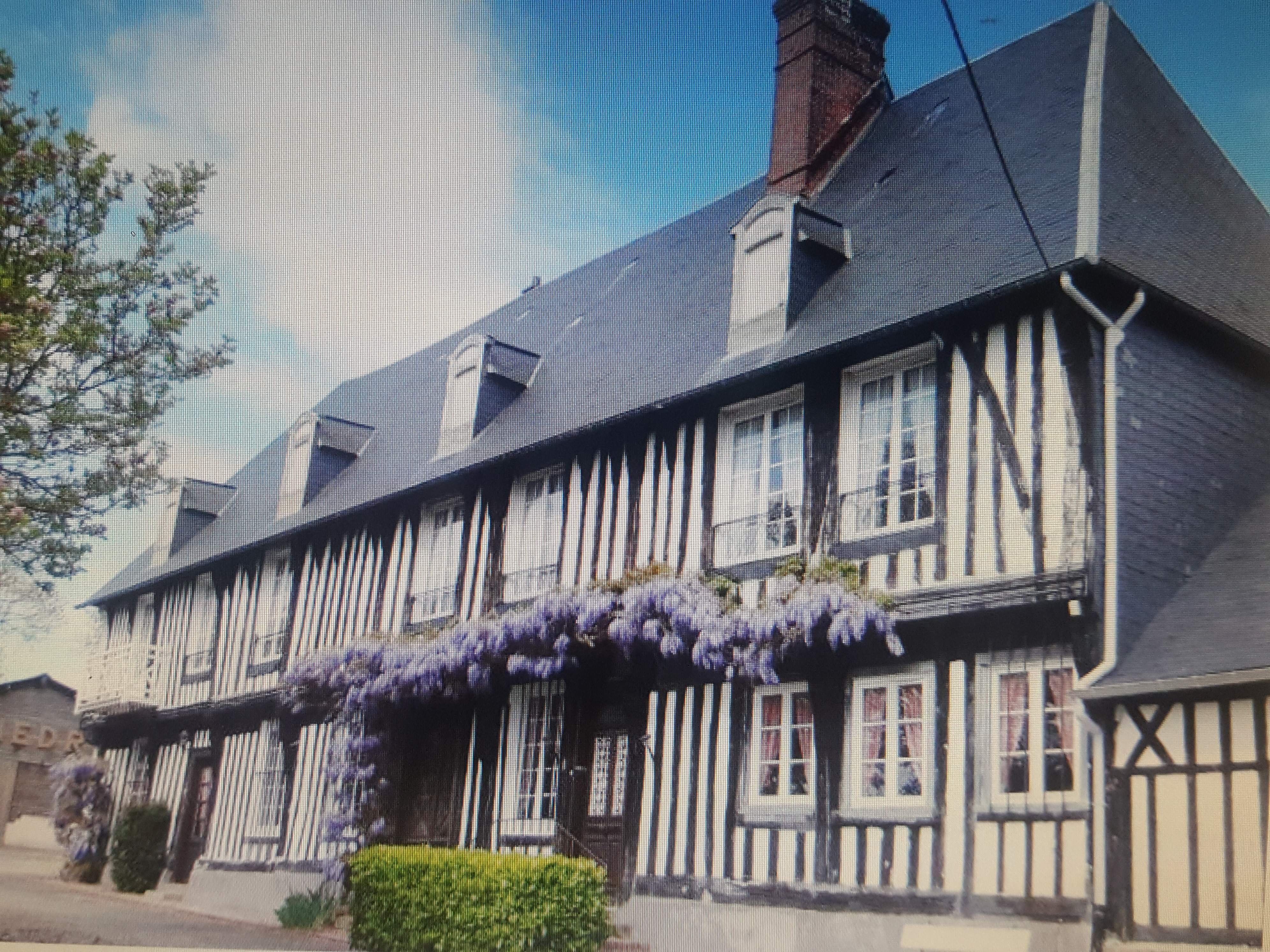
Le manoir de Réville (à partir de la rue Jean-Prévost).

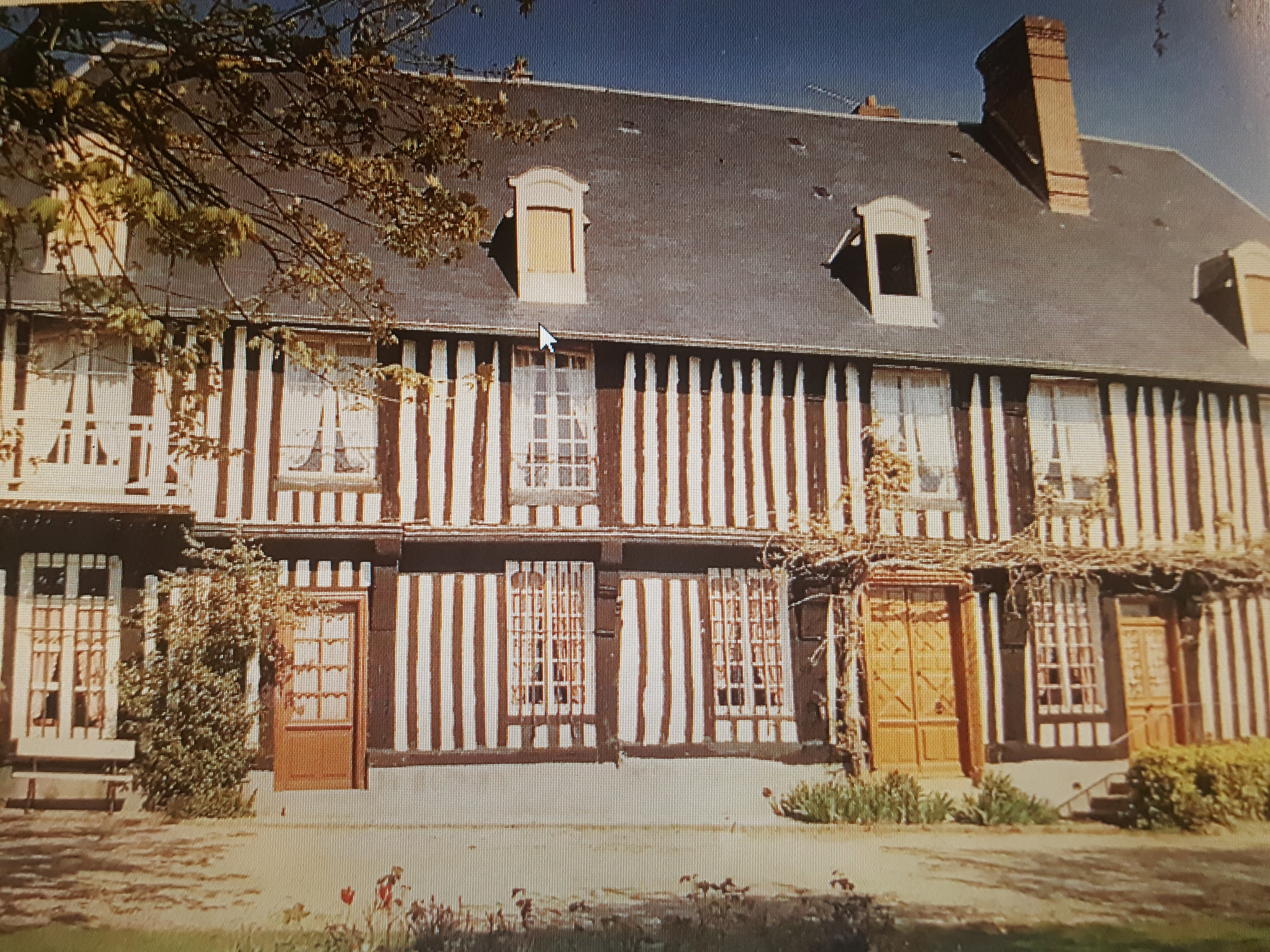
Le manoir de Réville (façade avant).
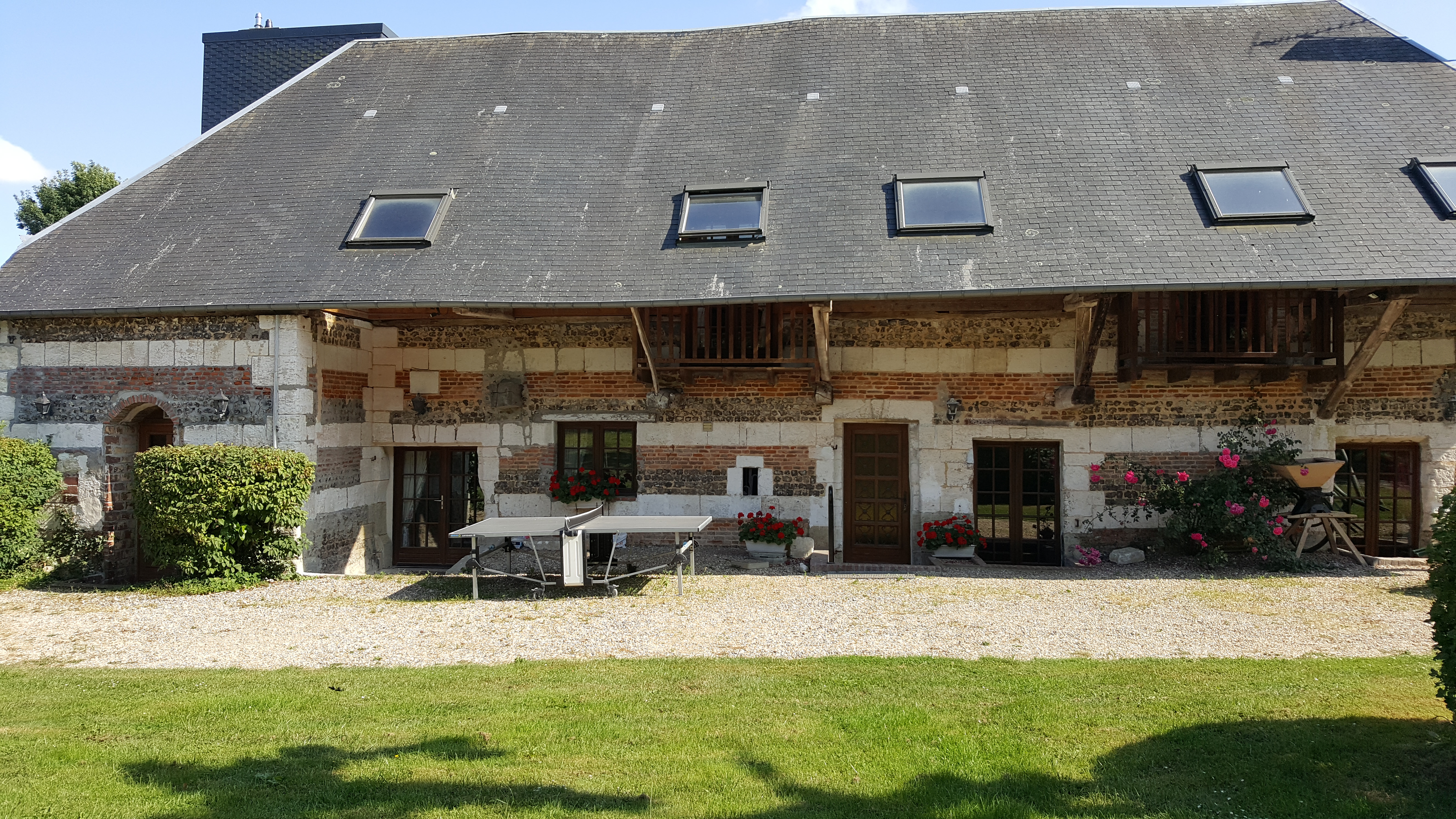
Son cellier-pressoir.
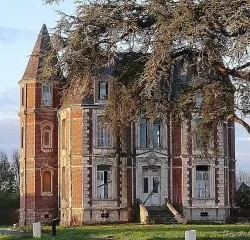
Le château du Bel Air.
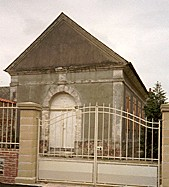
L'ancien temple (transformé en habitation).

L'église Sainte-Madeleine.
La première église de Goderville date de 1150. Elle était construite au milieu de la place du marché. Son clocher est quant à lui édifié au XIIIe siècle. On sait que cette église tombe en ruines au XVIe siècle. Il faut dire qu'en 1562, l'église est pillée par les Protestants, pourtant peu nombreux à Goderville. Puis en 1582, elle a échappé à  l'incendie qui a détruit tout le centre de Goderville. À la fin du XVIe siècle, l'église est donc grandement remaniée. On n'en conserve que le clocher gothique. L'église est ainsi du jeune temps de Maupassant « un édifice tout en silex, tapissé de lierre, avec des croisées de boutique ».
En 1825, Crétot est rattaché à Goderville, faisant passer sa population à  1 305 habitants. L'église de Crétot est vendue puis démolie. Par ailleurs, Goderville devient un doyenné en 1837. Il faut sûrement voir là les raisons et les moyens qui vont conduire à l'édification d'une nouvelle église, plus grande et plus majestueuse en 1860. Pour cette nouvelle église, on fait appel à un grand architecte : Jacques-Eugène Barthélémy, architecte diocésain qui a réalisé la nouvelle flèche de Saint-Maclou à Rouen, les églises Notre-Dame de Bonsecours, Sotteville-lès-Rouen, Saint-Jacques-sur-Darnétal, Maromme ou encore Oissel. Cette nouvelle église est construite en néo-roman, toute en pierre, un peu plus en retrait de la place. Le temps de sa construction, l'ancienne église reste en activité. Elle est enfin démolie en 1863. Les cloches de l'ancienne église sont conservées le temps que le clocher soit définitivement terminé en 1880. Celles-ci seront ensuite remplacées le 12 mars 1899 par 3 nouvelles cloches. Les vitraux sont réalisés en 1876 et 1877 par l'atelier Boulanger.
La mairie de Goderville
Vers 1740, la mairie n'existe pas encore. Son futur emplacement se trouve sur le tracé du projet de route vers Le Havre. Vers 1820, ce tracé ayant été dévié, une parcelle est libérée en bordure de la place autour de l'église. Le 11 novembre 1836, le Conseil municipal adopte les plans et le devis de l'architecte Deboos pour une mairie doublée d'une justice de paix. C'est ainsi qu'à la Saint-Michel 1838, le sieur Boutet dit Lesage prend ses fonctions de concierge dans une mairie flambant neuve. L'édifice, en brique de Saint-Jean et pierre calcaire, est néo-classique : son architecture s'inspire d'éléments gréco-romains (colonnes, fronton, proportions harmonieuses, portique).
Le 4 juillet 1892, les élus votent pour l'agrandissement de la mairie avec un magasin aux pompes à  incendie, un bureau de la Caisse d'épargne, une bibliothèque, un asile de nuit et une salle des fêtes. Les travaux s'achèveront en 1894. La différence de matériaux et la forme des toitures marquent bien les deux périodes de construction. Les frontons aussi : l'un pour l'hôtel de ville, l'autre pour la salle des Fêtes. En 1913, M. Leparquier a effectué de grands travaux de réfection dans la partie réservée à la Justice de paix. Cette dernière a cessé d'exister en 1958, laissant place à une extension des bureaux de la mairie.
Le Vieux Château
La ferme-manoir de Réville a été construite dans la 1re moitié du XVIe siècle, période de paix entre la guerre de Cent Ans et les guerres de religion, Elle témoigne d'une prospérité retrouvée. Jusqu'à 1622, elle est propriété de Jean Brière (déclaré sur les Plaids de la seigneurerie de Goderville le 14 novembre 1622), puis de Nicolas Brière, son fils, commissaire de l'artillerie anobli en juin 1638 par lettres données à Saint-Germain-en-Laye (blason d'argent à 3 merlettes de sable, 2 en chef affrontées et 1 en pointe); il y possède une volière taxée à 30 livres en 1639. Le 22 août 1713, son fils Daniel Brière, sieur de Picauville, sieur de Valigny, lieutenant de cavalerie dans le régiment du Dauphin hérite de la ferme manoir et épouse le 28 octobre 1729 Suzanne Esther de Bauquemare, fille d'un banquier rouennais.
Le 22 mai 1758, le duc d'Harcourt y arrive à cheval pour inspecter « la grande cour d'officiers ».
Après la révocation de l'édit de Nantes, le manoir fait office de lieu de culte pour les protestants, dans une grande salle au centre de l'habitation, appelée la « salle du prêche » et restée à l'identique aujourd'hui. Le hameau est alors appelé « hameau maudit ». Le cellier-pressoir de cette ferme, en forme de L, est caractéristique des clos-masures et date du XVIIe siècle (inscription sur un bloc de pierre : 1730 ou 1770) ; sa façade imposante est construite en blocs de pierre, briques et silex noir taillé. Ce bâtiment représente un des rares exemplaires de cellier encore bien conservé de la pointe du Havre. Il comporte un rez-de-chaussée en contrebas, avec 2 vastes pièces. Celles-ci sont surmontées de 2 grandes ouvertures, qui permettaient de décharger les sacs de pommes à hauteur d'un chariot. Le toit abaissé (auvent) signifie que le bâtiment a dû faire fonction de charretterie.
Une grande mare apparaissant sur les plans napoléoniens à gauche du bâtiment, était la seule façon de retenir l'eau pour la fabrication du cidre, grâce à un fond rendu imperméable par de l'argile et le piétinement des animaux. L'eau de la mare permettait en effet d'étanchéifier les barriques et de diluer le cidre.

### Personnalités aitées à la commune
- Guy de Maupassant s'est inspiré du marché de Goderville pour écrire sa nouvelle La Ficelle. Maître Hauchecorne, un paysan rusé, ramasse un morceau de ficelle sur le marché de Goderville. Un autre paysan, Maître Malandain, qui est en conflit avec lui, l’observe et le soupçonne de voler quelque chose. Peu après, un portefeuille est déclaré perdu, et Hauchecorne est accusé de vol. Bien qu’il clame son innocence et explique qu'il n’a ramassé qu'une simple ficelle, personne ne le croit, car les villageois sont persuadés de sa culpabilité. Même après que le portefeuille est retrouvé, la rumeur du vol persiste. Hauchecorne tente désespérément de prouver son innocence en racontant à tous ce qui s'est réellement passé, mais ses efforts le rendent encore plus suspect. Épuisé et humilié par l’injustice et le mépris des autres, il finit par en tomber malade et meurt. Cette nouvelle illustre la cruauté des jugements sociaux et l’absurdité des préjugés, dénonçant la méfiance et la mesquinerie qui peuvent gangréner les relations humaines. La nouvelle a été publiée pour la première fois le 25 novembre 1883 dans le journal Le Gaulois.
- Antoine-Vincenne grande mare apparaissant sur les plans napoléonien à gauche du bâtiment, était la seule façon de retenir l'eau pour la fabrication du cidre, grâce à un fond rendu imperméable par de l'argile et le piétinement des animaux. L'eau de la mare permettait en effet d'étanchéiser les barriques et de diluer le cidre. Arnault (1766-1834), homme politique, poète et auteur dramatique français, de l'Académie française, mort à Goderville.
- Émile Bénard (1844-1929), peintre et architecte, peintre aquarelliste, Émile Bénard est l'élève de Paccard. Il reçoit le prix de Rome d'architecture en 1867. Il est l'auteur du tribunal de commerce de Fécamp en 1878 et de la Caisse d'épargne du Havre en 1884. Il est architecte du palais et du haras de Compiègne. Il remporte le 1er prix au concours international Phoebe A. Hearst à San Francisco en 1899 pour le plan de reconstruction de l'Université de Californie à Berkeley. Il est nommé chevalier de la Légion d'honneur en 1899 et demeure 29 boulevard Pereire à Paris. Il est l'auteur de ce qui devait être le Palais Législatif du Mexique, mais qui resta inachevé et qui, après la Révolution mexicaine, devint le Monument à la Révolution mexicaine conçu par l'architecte mexicain Carlos Obregón Santacilia.
- Émile Auvray (1864-1933), architecte, né à Goderville.Buste de Célestin Bellet, maire de Goderville de 1888 à 1917.

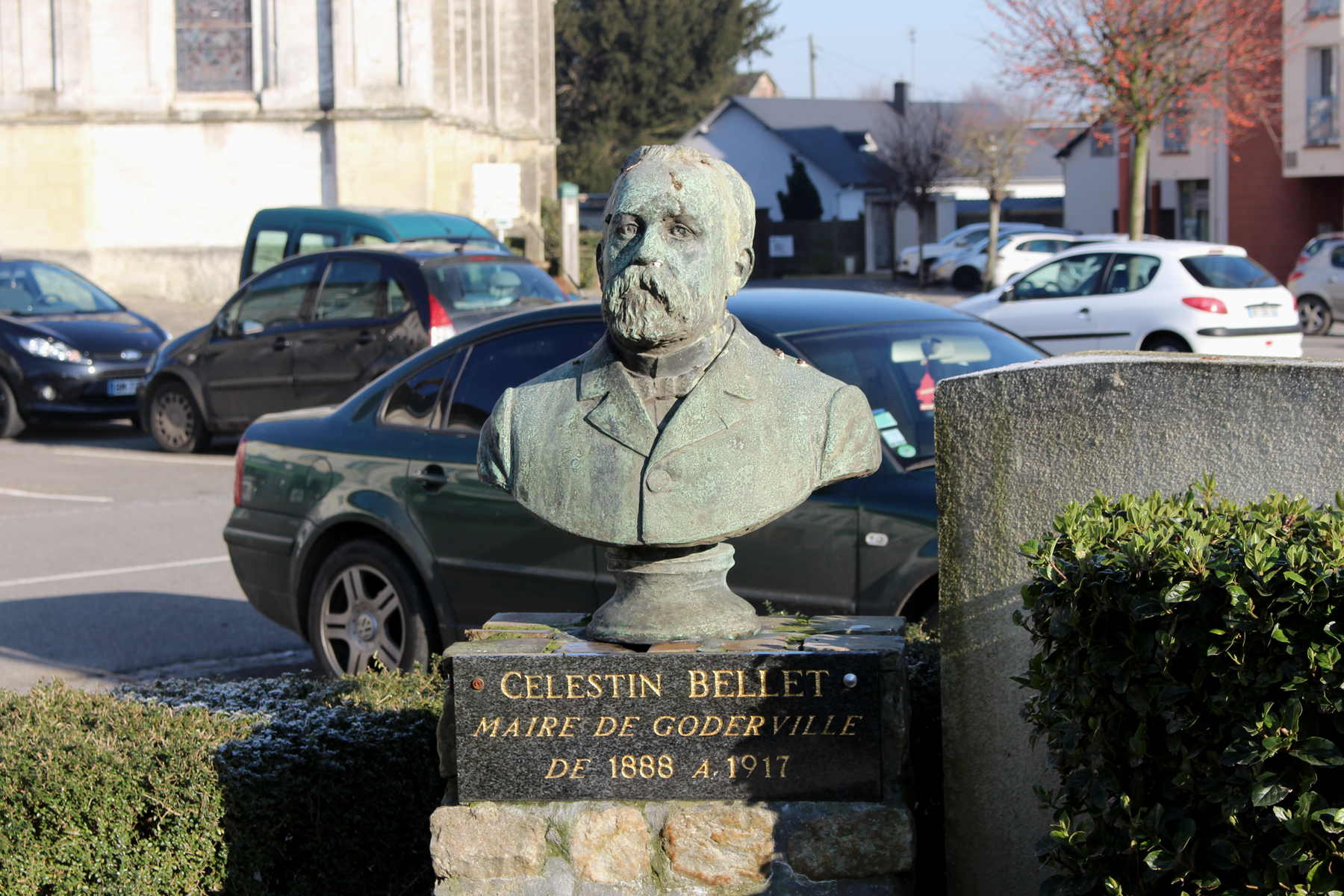
Buste de Célestin Bellet, maire de Goderville de 1888 à 1917.

- Célestin Bellet (1812-1917), maire de Goderville de 1888 à 1917. Délégué cantonal en 1884, il devient président du canton en 1889. Ayant beaucoup œuvré aux questions d'instruction publique et d'assistance, il est nommé officier d'Académie en 1895 et officier de l'Instruction publique en 1903.
- Jean Prévost (1901-1944), écrivain et résistant dans le Vercors sous le pseudonyme de capitaine Goderville.
- Marguerite-Marie Bréant, dite Mamie Bréant (1926-2018). Avec ses sœurs, elle a été à l’origine de la création des Pastourelles. En 1942, pendant la guerre, le curé du village incite les bonnes volontés à proposer des activités aux jeunes. Madeleine Bréant, devenue Lemonnier, se lance. Ses sœurs Jacqueline et Marguerite-Marie la suivent et très vite. C’est cette dernière qui prendra vite les rênes de la petite association de 35 adhérentes au départ. Institutrice à l’école privée de Goderville, elle rejoint en 1947 l’institution de la Providence de Fécamp, où elle occupera plusieurs postes, tant à l’enseignement qu’à la direction. Parallèlement, et toujours en tant que bénévole, elle s’investit dans les Pastourelles. Elle passe ses diplômes de gymnastique en 1943 et 1944 pour cela. Elle pratiquait également le basket, le volley, l’athlétisme, elle était aussi monitrice de colonie de vacances. Au plus fort de ses saisons, l’association de gymnastique a compté jusqu’à trois cents adhérents. Éducatrice carrée, bénévole passionnée, elle a marqué des générations de Godervillais. Le gymnase de Goderville porte son nom.
- Ludovic Cantais (réalisateur et photographe) (1969-)

### Héraldique
| Armes de Goderville | Les armes de la commune de Goderville se blasonnent ainsi : palé d’or et d’azur de six pièces, au chef de gueules chargé de trois merlettes d’argent. |